# Люлка (село)
Люлка е село в Южна България. То се намира в община Смолян, област Смолян.

## География
Село Люлка се намира в планински район.